# Sun Devil Soccer Stadium
Sun Devil Soccer Stadium é um estádio específico para futebol no campus da Arizona State University em Tempe, Arizona . É a casa da equipe de futebol feminino da universidade Arizona State Sun Devils . O estádio foi inaugurado em 2000 e possui arquibancadas com encosto de cadeira e assentos individuais com capacidade para 1.051 torcedores.
Em 11 de dezembro de 2012, o Phoenix FC e o Arizona State Sun Devils anunciaram um contrato para dividirem o estádio para a temporada de 2013. Como parte do negócio, a capacidade de assentos foi ampliada em mais de 2.500 assentos adicionais, elevando a capacidade total para 3.400 assentos.  
As arquibancadas temporárias, alugadas do terneio de golfe Phoenix Open, foram devolvidas em 2 de julho. O estádio voltou à sua capacidade original de 1.051 lugares.  O acordo não foi renovado após o término da temporada.